# Jost Segesser von Brunegg
Jost Segesser von Brunegg (Lucerna, 1529 – Roma, 1592) è stato un ufficiale svizzero, comandante della Guardia Svizzera.

## Biografia
Jost Segesser von Brunegg era originario di Lucerna ed entrò in servizio nella guardia svizzera pontificia sotto il comando di Leo. La sua elezione a Colonnello comandante della guarnigione avvenne nel gennaio del 1566, poco dopo l'elezione a pontefice di Pio V.
Durante i molti anni della propria reggenza dell'incarico, egli dovette scontrarsi con le questioni diplomatiche circa il ruolo del capitano delle guardie in rapporto con la Svizzera e con il Nunzio Apostolico nella Confederazione Elvetica in quanto anche i suoi predecessori avevano perlopiù svolto un ruolo di ambasceria tra i territori d'oltralpe e la Santa Sede e non quello di comandante militare. La città di Lucerna intendeva fortemente mantenere un proprio uomo di fiducia a questa posizione delicata per le relazioni internazionali, ma fu lo stesso Pio V a ribadire la necessità che la Svizzera avesse un nunzio apostolico come altre nazioni.
All'atto pratico, Jost Segesser von Brunegg si impegnò personalmente per fare richiesta al pontefice a nome di tutti i suoi compagni per l'affidamento di una chiesa ove il cappellano militare del corpo potesse ogni giorno celebrare la messa in lingua svizzera ed ottenne la cessione della chiesa parrocchiale di Sant'Anna, presso le mura vaticane e quindi non lontano dal quartier generale degli svizzeri.
Jost Segesser von Brunegg morì nel 1592 e venne succeduto dal figlio Stephan Alexander Segesser von Brunegg.